# Squadriglia 633
Squadriglia 633  (633 Squadron) è un film di guerra del 1964, diretto da Walter Grauman.

## Trama
Alla vigilia dello Sbarco in Normandia, il successo dell'operazione dipende dalla possibilità di mettere fuori uso delle basi di lancio di nuovi razzi costruiti dai tedeschi. Dal momento che il carburante necessario per queste armi naziste è fabbricato in Norvegia, gli Alleati decidono di affidare alla Squadriglia 633 della Royal Air Force il compito di distruggere tale fabbrica. Erik Bergman, ufficiale norvegese membro della resistenza, viene colà paracadutato per coordinare le attività dei partigiani ma è catturato dai tedeschi. Temendo che sotto la tortura possa rivelare il piano d'attacco, la RAF fa bombardare la prigione in cui è rinchiuso. I partigiani cadono in una imboscata e vengono, quindi, eliminati. Nonostante tutto la Squadriglia 633 non rinuncia alla missione; la fabbrica è distrutta ma gli aerei componenti la Squadriglia vengono tutti abbattuti. Soltanto il comandante riuscirà a salvarsi dopo un atterraggio di fortuna in Norvegia.